# Enzyklopädie der mathematischen Wissenschaften
L'Enzyklopädie der mathematischen Wissenschaften (lett. "Enciclopedia delle scienze matematiche") è un'enciclopedia di matematica a cura di Felix Klein e Wilhelm Franz Meyer redatta in lingua tedesca fra il 1898 e il 1933 e pubblicata dalla BG Teubner Verlag in 6 volumi suddivisi in 23 libri. La BG Teubner Verlag fu anche la casa editrice dei Mathematische Annalen. Il nome completo dell'opera è Enzyklopädie der mathematischen Wissenschaften mit Einschluss ihrer Anwendungen, lett. "Enciclopedia delle scienze matematiche con aggiunta delle loro applicazioni".
Complessivamente, l'enciclopedia (nota anche come enciclopedia di Klein) contiene più di 20.000 pagine. I volumi sono stati tradotti in inglese con il titolo di Encyclopedia of mathematical sciences including their applications e in francese con quello di Encyclopédie des sciences mathématiques pures et appliquées.
Il centro di digitalizzazione retrospettiva dell'Università di Gottinga fornisce gratuitamente l'accesso integrale all'opera, della quale alcuni volumi sono consultabili anche nel sito archive.org.

## Storia
Walther von Dyck agì da direttore del comitato editoriale, riassumendone lo scopo in una relazione preliminare del 1904:
(Walther von Dyck, Congresso internazionale dei matematici, Roma, 1908)
La relazione preparatoria (Einleitender Bericht) divenne la prefazione dell'enciclopedia EMW e fu presentata da von Dyck al Congresso internazionale dei matematici svoltosi a Roma nel 1908.
Wilhelm Franz Meyer (1856-1934) fu il fondatore e il primo presidente dell'enciclopedia nonché il curatore del primo volume dal titolo Arithmetic and Algebra, che apparve in due volumi apparve fra il 1898 e il 1904. Dmitry Fyodorovich Selivanov ampliò il suo articolo di 20 pagine sulle differenze finite derivandone la monografia Lehrbuch der Differenzenrechnung, il cui testo di 92 pagine fu inserito all'interno della seconda parte del volume 1.
Fra il 1900 e il 1927, Wilhelm Wirtinger e Heinrich Burkhardt diedero alle stampe le cinque parti che compongono il secondo volume, nelle quali quest'ultimo realizzò una sintesi della vasta disamina della storia dell'analisi matematica che era già stata pubblicata negli Jahresbericht della Deutsche Mathematiker-Vereinigung ("Unione dei matematici tedeschi").
Il volume 3 (in 6 libri) sulla geometria fu curato da Wilhelm Franz Meyer. Questi articoli furono pubblicati tra il 1906 e il 1932 unitamente ai libri Differentialgeometrie del 1927 e Spezielle algebraische Flächen del 1932. Nel 1912, Corrado Segre contribuì con un articolo sugli "Spazi a dimensioni superiori" del quale elaborò una versione riveduta otto anni più tardi e che fu recensito da Temple Rice Hollcroft (1889-1967).
Il volume 4 di meccanica (in 4 libri) e il volume 5 di fisica (in 3 libri) furono pubblicati fino al 1927 rispettivamente a cura di Felix Klein-Conrad Müller e di Arnold Sommerfeld.
Il sesto e ultimo volume è composto da due sezioni: Geodesy and Geophysics, in un unico libro redatto fra il 1905 e il 1922 da Philipp Furtwängler e E. Weichart; Astronomy, formato da due libri pubblicati fino al 1933 a cura di Karl Schwarzschild e Samuel Oppenheim.

## Edizione francese
Il matematico Jules Molk (1857-1914) fu il responsabile dell'edizione francese della Klein's encyclopedia, pubblicata fra il 1904 e il 1916 dalla casa editrice Gauthier-Villars, parzialmente in collaborazione con la G. Teubner Verlag. Secondo la storica della matematica Jeanne Peiffer, l'edizione francese «è pregevole poiché la trattazione storica è più estesa e spesso più precisa della versione tedesca (grazie alla collaborazione di Tannery e Eneström)».